# Dekanat New London
Dekanat New London – jeden z 7 dekanatów rzymskokatolickich wchodzących w skład diecezji Norwich w Stanach Zjednoczonych. 
Według danych na styczeń 2016 roku, w jego skład wchodziło 13 parafii. 

## Lista parafii
Źródło:
| Lp. | Miejscowość      | Parafia                                           | Proboszcz                       | Kościół                                                     | Grafika | www                                                                        |
| --- | ---------------- | ------------------------------------------------- | ------------------------------- | ----------------------------------------------------------- | ------- | -------------------------------------------------------------------------- |
| 1   | Fishers Island   | Parafia Najświętszej Maryi Panny Łaskawej         | Rev. Mark D. O'Donnell          | Kościół Najświętszej Maryi Panny Łaskawej w Fishers Island  |         |                                                                            |
| 2   | Gales Ferry      | Parafia Matki Bożej z Lourdes                     | Rev. Brian J. Converse          | Kościół Matki Bożej z Lourdes w Gales Ferry                 |         | https://www.ololgf.org/                                                    |
| 3   | Groton           | Parafia Najświętszego Serca Jezusowego            | Rev. Dariusz K. Dudzik, J.C.L.  | Kościół Najświętszego Serca Jezusowego w Groton             |         | http://www.sacredheartgroton.org/                                          |
| 4   | Niantic          | Parafia św. Agnieszki                             | Rev. Gregory C. Mullaney        | Kościół św. Agnieszki w Niantic                             |         | http://www.saintagnescatholicchurch.com/                                   |
| 5   | New London       | Parafia św. Józefa                                | Rev. Mark D. O'Donnell          | Kościół św. Józefa w New London                             |         | https://www.saintjosephcatholicchurch.org/                                 |
| 6   | Stonington       | Parafia Najświętszej Maryi Panny                  | Very Reverend Dennis M. Perkins | Kościół Najświętszej Maryi Panny w Stonington               |         | https://stmarychurch-stonington.weconnect.com/                             |
| 7   | Groton           | Parafia Najświętszej Maryi Panny Matki Zbawiciela | Rev. Dariusz K. Dudzik, J.C.L.  | Kościół Najświętszej Maryi Panny Matki Zbawiciela w Groton  |         | http://www.stmarysgroton.org/                                              |
| 8   | New London       | Parafia Najświętszej Maryi Panny Gwiazdy Morza    | Rev. Robert Washabaugh          | Kościół Najświętszej Maryi Panny Gwiazdy Morza w New London |         | https://web.archive.org/web/20090726121427/http://www.stmarynl.org/        |
| 9   | East Lyme        | Parafia św. Mateusza                              | Monsignor Michael T. Donohue    | Kościół św. Mateusza w East Lyme                            |         | https://web.archive.org/web/20160124165011/http://saintmatthiasparish.org/ |
| 10  | Pawcatuck        | Parafia św. Michała Archanioła                    | Very Reverend Dennis M. Perkins | Kościół św. Michała Archanioła w Pawcatuck                  |         | http://www.stmichaelpawcatuck.com/                                         |
| 11  | Mystic           | Parafia św. Patryka                               | Rev. Kevin M. Reilly            | Kościół św. Patryka w Mystic                                |         | http://stpatrickmystic.org/                                                |
| 12  | Waterford        | Parafia św. Pawła                                 | Rev. Joseph B. Whittel          | Kościół św. Pawła w Waterford                               |         | http://stpaulchurchwaterfordct.org/                                        |
| 13  | North Stonington | Parafia św. Tomasza Morusa                        | Very Reverend Dennis M. Perkins | Kościół św. Tomasza Morusa w North Stonington               |         |                                                                            |